# Uniwersytet Medyczny w Lublinie

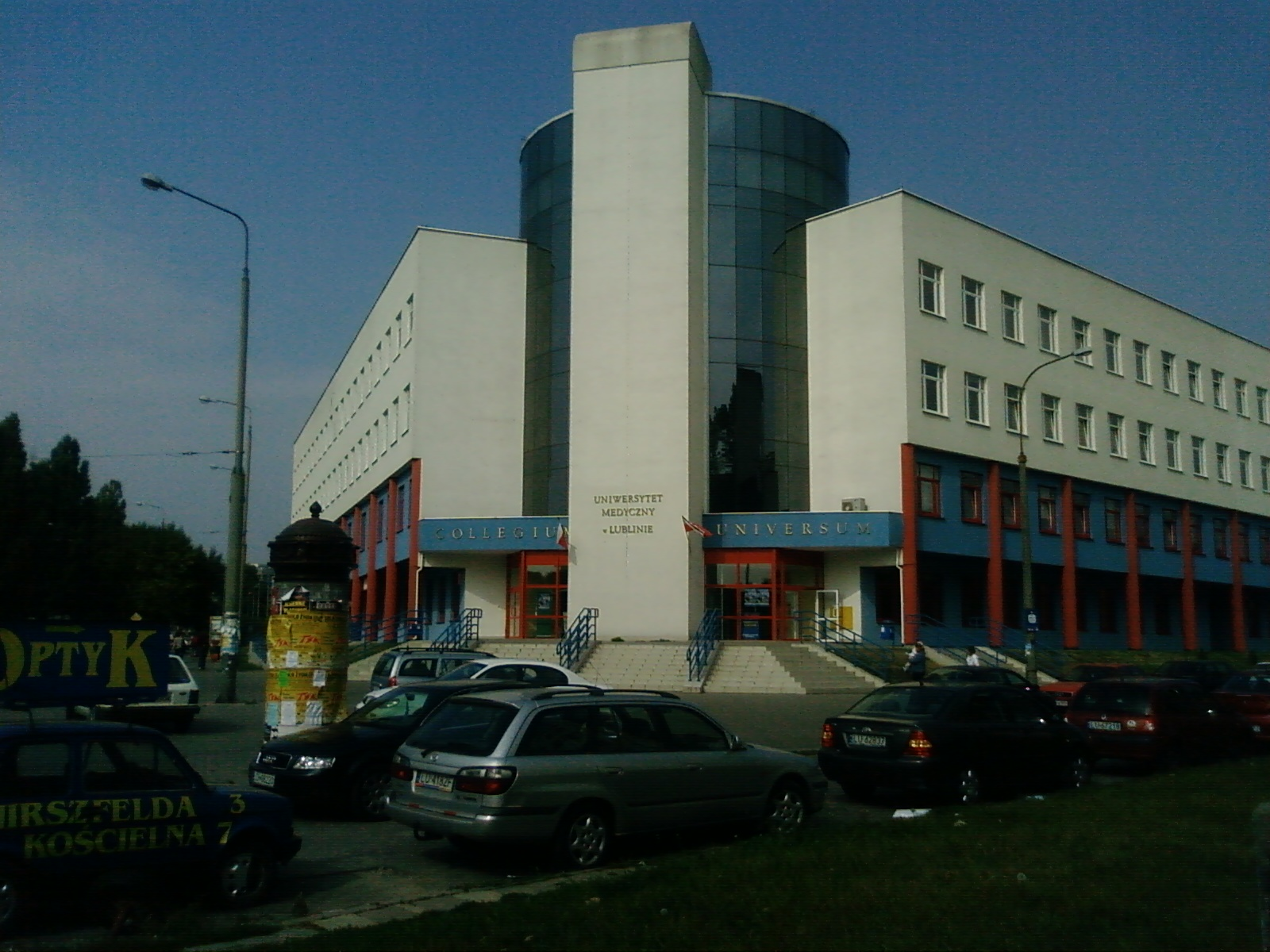
Collegium Universum

Uniwersytet Medyczny w Lublinie (do 2008 Akademia Medyczna im. Feliksa Skubiszewskiego w Lublinie) – publiczna uczelnia medyczna utworzona w 1950 jako Akademia Lekarska w Lublinie.

## Historia
Historia nauczania medycyny w Lublinie sięga 1944 roku, kiedy to powstał Uniwersytet Marii Curie-Skłodowskiej. W tym samym roku na UMCS powstał Wydział Lekarski, rok później także Wydział Farmaceutyczny. Pierwszym dziekanem Wydziału Lekarskiego był Jan Henryk Lubieniecki (1944/1945). W 1950 roku wydzielono z UMCS Akademię Lekarską. Jeszcze w tym samym roku uczelnia zmieniła nazwę na Akademię Medyczną. W następnych latach uczelnia się rozwijała, tworząc nowe wydziały i oddziały:
- Wydział Pielęgniarski w 1972 roku (w 1975 powstał oddział zaoczny tego wydziału),
- Oddział Stomatologii Wydziału Lekarskiego w 1973 roku,
- Oddział Analityki Wydziału Farmaceutycznego w 1995 roku,
- II Wydział Lekarski w 2004 roku.

W 2003 roku Akademia otrzymała imię prof. Feliksa Skubiszewskiego. 22 marca 2008 roku uczelnia stała się uniwersytetem na mocy ustawy z dnia 23 stycznia 2008 r. (Dz.U. z 7 marca 2008 r. nr 39, poz. 225).

### Rektorzy
- 1950–1954 – prof. dr hab. n. med. Feliks Skubiszewski
- 1954–1956 – prof. dr hab. n. med. Józef Tynecki
- 1956–1959 – prof. dr hab. n. med. Wiesław Hołobut
- 1959–1968 – prof. dr hab. n. med. Mieczysław Stelmasiak
- 1968–1972 – prof. dr hab. n. med. Jarosław Billewicz-Stankiewicz
- 1972–1981 – prof. dr hab. n. med. Bolesław Semczuk
- 1981–1984 – prof. dr hab. n. med. Andrzej Jakliński
- 1984–1990 – prof. dr hab. n. med. Zdzisław Kleinrok
- 1991–1996 – prof. dr hab. n. med. Marian Kazimierz Klamut
- 1996–1999 – prof. dr hab. n. med. Zdzisław Kleinrok
- 1999–2005 – prof. dr hab. n. med. Maciej Latalski
- 2005–2012 – prof. dr hab. n. med. Andrzej Książek
- 2012–2020 – prof. dr hab. n. med. Andrzej Drop
- od 2020 - prof. dr hab. n. med. Wojciech Załuska

## Uczelnia dzisiaj
Na lubelskim Uniwersytecie Medycznym na dzień 30 listopada 2016 roku studiowało 6817 osób, w tym 1336 studentów zagranicznych. Uczelnia wykształciła ponad 12 tysięcy lekarzy, 2 tysiące lekarzy stomatologów, 5 tysięcy farmaceutów i 4 tysiące magistrów pielęgniarstwa.

## Wydziały i kierunki kształcenia

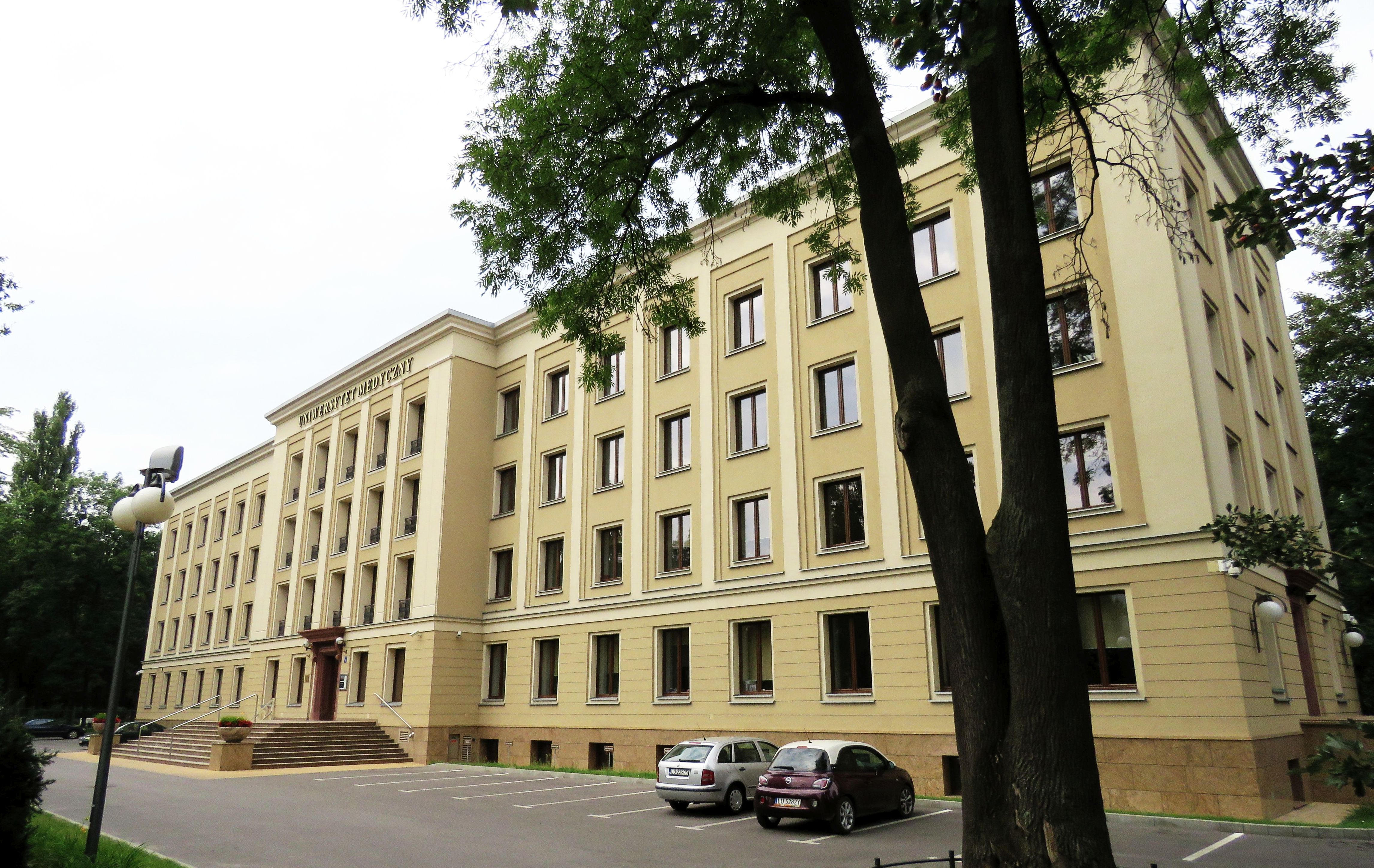
I Wydział Lekarski z Oddziałem Stomatologicznym

Uniwersytet Medyczny oferuje możliwość podjęcia studiów na piętnastu kierunkach prowadzonych w ramach czterech wydziałów.
- I Wydział Lekarski z Oddziałem Stomatologicznym
  - lekarski
  - lekarsko-dentystyczny
  - higiena stomatologiczna
  - techniki dentystyczne
  - elektroradiologia
- II Wydział Lekarski z Oddziałem Anglojęzycznym
  - lekarski
  - biomedycyna
- Wydział Farmaceutyczny z Oddziałem Analityki Medycznej
  - analityka medyczna
  - farmacja
  - kosmetologia
- Wydział Nauk o Zdrowiu
  - dietetyka
  - fizjoterapia
  - pielęgniarstwo
  - położnictwo
  - ratownictwo medyczne
  - zdrowie publiczne

## Szpitale kliniczne

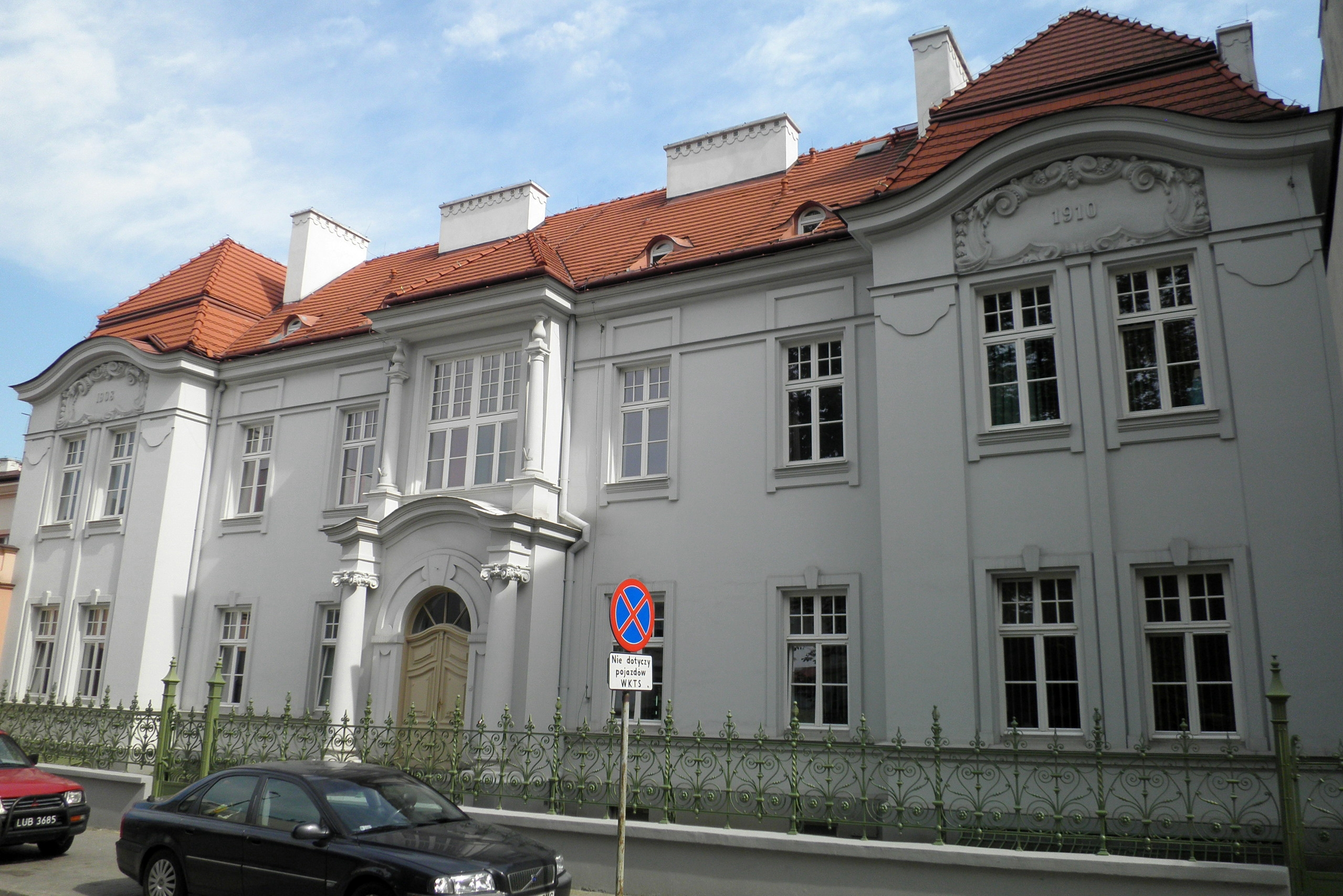
Uniwersytecki Szpital Kliniczny nr 1 przy ul. Staszica

Uniwersytet Medyczny w Lublinie ma bogate zaplecze praktyczne. Studenci i wykładowcy UM mają pod swoją opieką pacjentów z trzech publicznych szpitali:
- Uniwersytecki Szpital Kliniczny nr 1 przy ul. Staszica (centrum miasta)
- Uniwersytecki Szpital Kliniczny nr 4 przy ul. Jaczewskiego (Miasteczko Akademickie UM)
- Uniwersytecki Szpital Dziecięcy przy ul. Gębali (Miasteczko Akademickie UM)
- Uniwersyteckie Centrum Stomatologii przy ul. Chodźki (Miasteczko Akademickie UM)

Zajęcia kliniczne odbywają się ponadto w Centrum Onkologii Ziemi Lubelskiej przy ul. Jaczewskiego, Wojewódzkim Szpitalu Specjalistycznym im. Stefana Kardynała Wyszyńskiego przy al. Kraśnickiej (Klinika Toksykologii) oraz w 1. Wojskowym Szpitalu Klinicznym z Polikliniką przy Al. Racławickich (studenci Wydziału Nauk o Zdrowiu).

## Baza akademicka
Główny budynek (rektorat), Collegium Novum, mieści się w centrum miasta przy Al. Racławickich. W centrum Lublina, w odległości ok. kilometra mieści się jeszcze Collegium Medicum (przy ul. Radziwiłłowskiej) i Collegium Maximum (od kwietnia 2013 przy ul. Staszica, dawniej Collegium Pharmaceuticum). Większa część budynków znajduje się w północnej części miasta, gdzie wybudowano Miasteczko Akademickie UM, zwane Chodźkowem (od ul. dra Witolda Chodźki). Tam znajdują się m.in. Collegium Pathologicum, Collegium Universum, Collegium Maius-Anatomicum, Centrum Symulacji Medycznej oraz nowo wybudowane i przeniesione z ul. Staszica Collegium Pharmaceuticum (od listopada 2010), a także 4 domy studenckie i hala sportowa. W sąsiedniej części miasta, w okolicach Dworca Głównego PKS, mieści się gmach Biblioteki Głównej UM. 
W maju 2005 roku oddano do użytku nowy budynek Collegium Maius – Collegium Anatomicum. Siedzibę znalazły tam zakłady znajdujące się w dotychczasowym Collegium Maius przy ul. Lubartowskiej (budynek dawnej Jeszywas Chachmej Lublin, zwrócony Gminie Żydowskiej), dotychczasowym Collegium Anatomicum przy ul. Spokojnej (budynek zwrócony KUL), jak również część zakładów z Collegium Novum i budynku przy ul. Chodźki 6.

## Życie studenckie
W ramach Uniwersytetu Medycznego w Lublinie działa wiele organizacji studenckich m.in. Oddział Lublin Międzynarodowego Stowarzyszenia Studentów Medycyny IFMSA-Poland, Młodzi Medycy – Oddział Lublin Europejskiego Stowarzyszenia Studentów Medycyny, Samorząd Studentów, oddział Polskiego Towarzystwa Studentów Stomatologii, Polskie Towarzystwo Studentów Farmacji przy Uniwersytecie Medycznym w Lublinie, Studenckie Towarzystwo Diagnostów Laboratoryjnych, Studenckie Towarzystwo Naukowe. Na terenie uczelni istnieje także duszpasterstwo akademickie, Centrum Wolontariatu, chór, Zespół Pieśni i Tańca UM i sekcja Akademickiego Związku Sportowego.

## Współpraca międzynarodowa
Uczelnia przystąpiła do programu Erasmus+. Współpracuje też z uczelniami i instytucjami ze Stanów Zjednoczonych, Danii, Holandii, Włoch, Niemiec, Ukrainy. Dzięki uczestnictwu w programie TEMPUS uczelnia nawiązała kontakty z uniwersytetami z Hiszpanii i Belgii.